# 喜連川頼氏
喜連川 頼氏（きつれがわ よりうじ）は、安土桃山時代から江戸時代前期にかけての武士・大名。下野国喜連川藩初代藩主。左馬頭。

## 略歴
天正8年（1580年）、足利頼純の次男として誕生した。母は佐野晴綱（大炊介）の娘。龍王丸。祖父は、小弓公方・足利義明。
文禄2年（1593年）2月、兄・国朝が文禄の役のため九州に赴く途上、安芸国で病死する。同3年（1594年）、上洛して豊臣秀吉に謁見し、遺領を継ぐこととなった。このとき、国朝の室であった足利氏姫を娶った。
慶長3年（1598年）8月18日に秀吉が死去すると、10月20日から頼氏は関東十刹についての公帖を発給しはじめる。
慶長5年（1600年）の関ヶ原の戦いでは、頼氏は会津の上杉景勝を押さえる結城秀康に従って本拠地の喜連川城に在陣し、その戦功を評価され、慶長7年徳川家康から1000石を加増された。
元和2年（1616年）正月の年頭御礼の際、頼氏の順番は国持大名と諸大夫の間に位置づけられており、太刀目録の進上については徳川国松・松平忠直・徳川御三家と同じ方法が用いられている。喜連川藩の知行地はわずか5000石弱に過ぎなかったが、江戸幕府を開いた徳川家康から足利氏末流の名族として重んじられ、10万石並の国主格大名の待遇を受けた。これに対し、泉正人は、頼氏が江戸幕府から那須衆の一員として位置づけられていたとしている。
寛永7年（1630年）6月13日、死去した。51歳。凉山蔭公大樹院と号す。龍光院に葬られた。
嫡孫・尊信が跡を継いだ。

## 龍光寺
慶長6年（1601年）、父・頼純が死去した際、下野国の安国寺だった束勝寺に葬り、頼純の戒名「龍光院殿全山機公大禅定門」から「龍光院」と改称した。以来、足利家（喜連川家）の菩提所と定めた。寺領50石。

## 系譜
○出典：『寛政重修諸家譜』
父母
- 父：足利頼純
- 母：佐野晴綱の娘

兄弟姉妹
- 月桂院 - 豊臣秀吉の側室
- 女子 - 尼となり、鎌倉松岡・東慶寺の住職を務める
- 国朝
- 頼氏

室
- 氏姫 - 足利義氏の娘

子女
- 義親 - 生母は氏姫
- 女子 - 生母は氏姫
- 女子 - 母は某氏。嶋田出雲守利木の妻
- 女子 - 母は某氏
- 頼厳 - 母は某氏。僧となり、下総国千葉寺の住職となる